# Иво Лола Рибар
Иво Лола Рибар (Загреб, 23. април 1916 — Ћослије, код Гламоча, 27. новембар 1943) био је правник и револуционар, један од организатора и предводника омладинског и студентског револуционарног покрета у Југославији, као и организатор омладинског антифашистичког покрета у току Народноослободилачког рата, секретар ЦК СКОЈ-а и председник УСАОЈ-а и народни херој Југославије.
Син је хрватског и југословенског политичара Ивана Рибара. Одрастао је у Ђакову, Карловцу и Београду. Школовао се у Паризу и Женеви, а дипломирао је на Правном факултету у Београду, 1939. године. Још у вишим разредима гимназије се заинтересовао за друштвена и политичка збивања, а на студијама се повезао са револуционарним студентским покретом. На Београдском универзитету се дружио са студентима-комунистима, па је 1935. постао члан Савеза комунистичке омладине, а 1936. године члан Комунистичке партије.
Биран је најпре за члана Акционог одбора стручних студентских удружења, а касније је постао истакнути омладински руководилац, који је учествовао на многим међународним омладинским конгресима — у Бриселу, фебруара 1936, у Женеви септембра 1936. и у Паризу, августа 1937. године. По директиви ЦК КПЈ, 1937. године је прешао у Загреб, где је постао руководилац Централне извршне комисије при ЦК КПЈ, која је касније прерасла у Централни комитет СКОЈ-а. На Петој и Шестој земаљској конференцији СКОЈ-а, 1939. и 1940. године, биран је за политичког секретара ЦК СКОЈ-а, а на Петој земаљској конференцији КПЈ, октобра 1940. године је изабран за члана ЦК КПЈ.
После окупације Југославије, 1941. године активно је радио на организовању и припреми оружаног устанка. Учествовао је у низу састанака руководства КПЈ и СКОЈ-а, на којима су доношене директиве и одлуке о припреми и организацији устанка, а био је учесник седнице Политбироа ЦК КПЈ од 4. јула 1941. године. Током јула и августа 1941. године, непосредно је руководио акцијама илегалаца у окупираном Београду, а у септембру је прешао на ослобођену територију. Учествовао је на саветовању у Столицама, а у току 1942. и 1943. године је по задатку Врховног команданта НОВ и ПОЈ Јосипа Броза Тита, заједно са Едвардом Кардељом неколико пута одлазио на окупирана подручја, а боравио је и у окупираном Загребу и Београду.
Био је један од организатора Првог конгреса антифашистичке омладине, одржаног децембар 1942. године у Бихаћу, на коме је био изабран за председника Уједињеног савеза антифашистичке омладине Југославије. Октобра 1943. године је био одређен за шефа прве војне мисије НОВ и ПОЈ, која је требало да оде у Штаб савезничке команде за Блиски исток, у Каиру. Погинуо је 27. новембра 1943. године приликом непријатељског ваздушног напада на авион којим је требало да са Гламочког поља пребаци у Бари.
За народног хероја проглашен је 18. новембра 1944. године, а његови посмртни остаци су 1948. пренети у Београд и сахрањени у Гробницу народних хероја на Калемегдану. У току рата је погинуо и његов млађи брат Јурица Рибар.

## Биографија

### Породица и одрастање
Иван Рибар је рођен 23. априла 1916. године у Загребу. Син је познатог хрватског и југословенског политичара др Ивана Рибара и његове супруге Антоније Тонице. Имао је две године млађег брата Јурицу, као и — полусестре Божену и Миру и полубрата Жарка, рођене у првом браку његове мајке са ђаковачким адвокатом Лујом Шиматом, који је умро 1913. године. Његов отац Иван Рибар рођен је у селу Вукманић, код Карловца, док је његов деда Андрија Рибар, који је био учитељ, потицао је из села Рибари, које се налази на обали реке Купе недалеко од Карловца. Иван Рибар је пре почетка Првог светског рата, живео у Ђакову, где је радио као адвокат, а од 1913. године је био и заступник у Земаљском сабору изабран на листи Хрватско-српске коалиције, коју је предводио Светозар Прибићевић. Као резервни официр, на почетку рата је био мобилисан у Аустроугарску војску, али пошто је властима био политички сумњив задржан је као талац, најпре у Вуковару, а потом неким местима у Босни. Након пропасти офанзиве на Србију, био је послат на Карпате, на Руски фронт, али се овде се није дуго задржао, јер је као саборски заступник, након поновног сазивања Сабора враћен у Загреб. Пошто су на почетку рата Иванову адвокатску канцеларију у Ђакову демолирали франковци (претече усташа) и клерикалци, породица Рибар је морала да се пресели у Загреб, где су становали у Раинберовој улици број 4 у центру Загреба.
По рођењу у Матичне књиге рођених на подручју жупе светог Марка у Загребу уписан као Иван, јер је име добио по свом оцу. Такође, приликом крштења у цркви Светог Марка, 24. јуна 1916. године је био записан под именом Иван. Пошто су га одмалена сви звали Иво тако је остао забележен у историографији, као и по надимку Лола, који је добио током одрастања у Ђакову. Наиме у оригиналу његов надимак је гласио Лоло, али с обзиром да је од 1923. године живео у Београду, преовладао је облик Лола.

### Школовање и студије
Основну школу похађао је у Карловцу и Београду, а гимназију је завршио у Београду. Једно време живео је и у Ђакову. На почетку школске 1934/35. године, Лола је отишао у Париз где је почео да студира политичке науке. После атентата на краља Александра, по савету Светозара Прибићевића, напустио је Француску и прешао у Женеву, где је студирао политичку економију. У јесен 1935. године вратио се у Београд и уписао се на Правни факултет.
Лола је у вишим разредима гимназије, као одличан ђак, показао посебну заинтересованост за друштвене науке, за политичку економију и политикологију чији је практични грађански облик проверавао у политичком животу Краљевине Југославије. У трагању за идејном оријентацијом, Лолу нису задовољили наставни планови и програм тадашње београдске гимназије. Сам је почео да проучава класике идеалистичке и материјалистичке филозофске школе: Ничеа, Волтера, Хегела - да би се идејно определио за Маркса и Лењина. Била је то идејна еволуција слободарски настројеног младића, који је, из ситуиране и угледне грађанске породице, кроз студију класика марксизма и праксе грађанске политике, прихватио идеју социјализма као свој поглед на свет. За време боравка у Женеви, учио је методику научног рада, студирао политичку економију и проучавао марксистичку литературу до које у Југославији није могао доћи.

### Политичка активност
На Београдском универзитету, Лола се упознао са члановима илегалне Комунистичке партије Југославије и Савеза комунистичке омладине Југославије. Било је то време политичке акције лево оријентисане омладине у борби за аутономију универзитета и за демократска права јужнословенских народа. Већ 1935. године Лола је примљен у чланство Савеза комунистичке омладине Југославије и изабран за члана Акционог одбора стручних студентских удружења. Идуће 1936. године примљен је и у чланство Комунистичке партије Југославије. Као истакнути омладински руководилац присуствовао је на многим међународним омладинским конгресима. У фебруару 1936. године у Бриселу учествовао је у Међународној омладинској конференцији за мир. У септембру исте године, у Женеви, у раду Светског омладинског конгреса, а августа 1937. присуствовао је састанку Светске студентске заједнице за мир, слободу и културу у Паризу.
Када је 1937. године Јосип Броз Тито постао генерални секретар Комунистичке партије Југославије, он је Иву Лолу Рибара поставио на чело Централне извршне комисије при Централном комитету КПЈ (која је касније прерасла у Централни комитет СКОЈ-а) и поверио му оживљавање својих идеја о омладинском покрету. Према тим идејама, требало је СКОЈ, после кризе у коју је запао током 1936. године, из основа реорганизовати и претворити га у главну покретачку снагу револуционарног, свејугословенског покрета младих. Лола је тада постао један од најближих Титових сарадника. Његова највећа заслуга била је та што је Савез комунистичке омладине постао главна антифашистичка снага младих у Краљевини Југославији.
Осим тога Лола је био и организатор омладинских акција и студентских штрајкова, покретач и уредник омладинских листова и новина - „Студента“ и „Младости“, сарадник партијских органа, писац летака, прогласа, текстова - али је и поред свог политичког ангажмана остао одличан студент. Године 1939. је дипломирао на Правном факултету, а 1940. се уписао на Филозофски факултет Београдског универзитета.
Јануара 1940. Лола је био ухапшен и из београдске „Главњаче“, са неколико десетина других комуниста возом, пребачен у концентрациони логор у Билећи. У веома тешким условима логора у Билећи, Лола није поклекнуо већ се са другим затвореним комунистима - Мошом Пијаде, Иваном Милутиновићем и др. борио за боље услове живота у логору и хуманији однос према затворенима. Под притиском јавности Лола је, са осталим логорашима, 16. маја 1940. године пуштен из логора у Билећи, који је неколико месеци касније укинут.
После изласка из Билеће, Лола је, према Титовим упутствима, организовао Шесту земаљску конференцију СКОЈ-а. На тој конференцији је поново изабран за секретара Централног комитета СКОЈ-а, као и за делегата за Пету земаљску конференцију КПЈ, на којој је био изабран и за члана Централног комитета КПЈ. Лолин извештај на Петој земаљској конференцији, као и резолуција Шесте земаљске конференције СКОЈ-а, чији је он био идејни творац, били су резиме целокупног пређеног пута саме организације и последњи позив члановима да се припреме за предстојеће догађаје.

### Народноослободилачка борба
После Априлског рата и окупације Краљевине Југославије, 1941. године Лола је активно радио на организовању и припреми устанка народа Југославије. Учествовао је на Мајском саветовању у Загребу; руководио састанком ЦК СКОЈ-а, крајем јуна у Београду; а био је и један од шесторице чланова седнице Политбироа ЦК КПЈ, 4. јула 1941. године, када је народима Југославије упућен позив на устанак. Као члан Главног штаба Народноослободилачких партизанских одреда Југославије, који је формиран 27. јуна, Лола је током јула и августа 1941. године непосредно руководио акцијама скојеваца у окупираном Београду, а септембра исте године прешао је на слободну територију западне Србије.
Учествовао је на војно-политичком саветовању у Столицама, 26. септембра 1941. године, на којем је, уз остало, одлучено да се у свим крајевима Југославије формирају штабови партизанске борбе, а да се Главни штаб преименује у Врховни штаб. Као лични изасланик Врховног команданта НОП одреда Југославије Јосипа Броза Тита, неколико пута је одлазио у окупирани Загреб, где је заједно са Едвардом Кардељем радио на организовању Народноослободилачког покрета у неослобођеним крајевима Југославије - Хрватској, Словенији, Србији и Македонији.
И поред свих обавеза које му је имао у ЦК КПЈ и Врховном штабу, Лола је највише времена посвећивао раду са младима. Он је био покретач и главни уредник листа „Омладинска борба“ и члан редакције „Борбе“, која је излазила 1941. године у ослобођеном Ужицу. По Титовој замисли о стварању широке платформе на којој би се у Народноослободилачком покрету окупили сви пројугословенски и антифашистички расположени млади људи, Лола је радио на организовању. Од првих Народноослободилачких савеза омладине, који су у различитим крајевима земље добијали различите називе, створен је, децембра 1942. године, на Првом конгресу Антифашистичке омладине Југославије у Бихаћу, масовни и јединствени Уједињени савез антифашистичке омладине Југославије (УСАОЈ). Кроз УСАОЈ стотине хиљада младих је приступило Народноослободилачком покрету, чиме је Лолина заслуга у ширењу Народноослободилачке борбе непроцењива.

### Погибија
Октобра 1943. године Лола Рибар је одлуком Врховног штаба НОВ и ПОЈ одређен за шефа Прве војне мисије НОВ и ПОЈ, која је требало да отпутује у Каиро, у Штаб савезничке команде за Блиски исток, као први опуномоћени представник Нове Југославије. Поред Лоле у овој војној мисији налазили су се Владимир Велебит и Милоје Милојевић. У тренутку када се спремао да полети авионом у Каиро, 27. новембра 1943. године, непосредно пре полетања, на аеродрому на Гламочком пољу погођен је бомбом из непријатељског авиона и на лицу места погинуо.
Лолина сахрана одржана је Јајцу, одмах после Другог заседања АВНОЈ-а. После одавања почасти Лолино тело је сахрањено на тајном месту у околини Гламочког поља, како не би пало у руке непријатеља. На седмогодишњицу, од великих мартовских демонстрација 1941, 27. марта 1948. године Лолини посмртни остаци су, заједно са посмртним остацима Ивана Милутиновића свечано пренети у новоизграђену Гробницу народних хероја на Калемегдану. У исту гробницу касније су пренети посмртни остаци Ђуре Ђаковића, а 1957. године ту је сахрањен и Моша Пијаде.
Указом Председништва Антифашистичког већа народног ослобођења Југославије (АВНОЈ), 18. новембра 1944. године, на годишњицу погибије, међу првим борцима Народноослободилачке војске, проглашен је за народног хероја.
Читава Лолина породица учествовала је у Народноослободилачкој борби. Отац Иван био је председник АВНОЈ-а; млађи брат Јурица погинуо је октобра 1943. код Колашина; мајка Тоница убијена је јула 1944. године у сремском селу Купинову; сестра, по мајци, Божена, била је заточена у логору на Бањици; а вереница Слобода Трајковић, је са читавом својом породицом убијена у гасној комори у Бањичком логору.
Лола Рибар је у послератној Југославији, био једна од икона Народноослободилачког рата и социјалистичке револуције. Многе основне и средње школе широм Југославије су носиле његово име (а неке и данас - нпр. у Новом Саду, Сомбору, Крушевцу и др.), као и улице, тргови и др. Његово име носе Културно-уметничко друштво „Иво Лола Рибар“ из Београда, Одред извиђача „Иво Лола Рибар” из Новог Сада, Лола институт и фабрика „Иво Лола Рибар“ из Железника. Инспирисан писмом које је Лола написао својој вереници Слободи, Корнелије Ковач, вођа Корни групе, је написао песму „Иво Лола“, која је 1973. године изашла на истоименом сингл-албуму. Исте године је снимљен и тв филм „Иво Лола Рибар”.
По њему су назване ОШ „Иво Лола Рибар” Бегаљица и ОШ „Иво Лола Рибар” Скобаљ. Улица Светогорска (Београд) је од 1946. до 1997. била названа по њему.

## Галерија
- Са Милованом Ђиласом
- Споменик Лоли Рибару у Илоку.
- Споменик у Младеновцу
- Споменик Лоли Рибару у Ђакову, рада вајара Томе Росандића из 1953.
- Споменик Лоли Рибару на Калемегдану.
- Гробница народних хероја